# Serossimar
Serossimar alias Sergio Rossi regista,sceneggiatore nato a Roma l'11-12-1939-
Filmografia 
Nel 1967 partecipa all’apertura, nel cuore di Roma, del cineclub “Filmstudio 70” centro di diffusione dei classici del cinema internazionale e del cinema autoriale indipendente.
Nel 1968 gira il cortometraggio “La terra non trema” sul terremoto nella valle del Belice in Sicilia, 16mm, bn e due servizi per Rai2: “I ripetenti” e “Guida di notte”.
Nel 1969 il mediometraggio 16mm,bn “Sicilia, terremoto anno I°”  sempre nella valle del Belice un anno dopo il distruttivo sisma. 
Nel 1970 esordio nella regia del lungometraggio a soggetto con “Policeman” 35mm,colore, prodotto dalla S.Diego cinematografica di Renzo Rossellini, con Bernardo B. Solitari, Lou Castel, Paola Pitagora, Giancarlo Sbragia, Massimo Sarchielli.
Sempre nel 1970 fonda, insieme ad alcuni macchinisti ed elettricisti, la cooperativa di produzione cinematografica “Maestranze e tecnici cinema”.
Nel 1973 gira per l’ente del turismo delle isole Eolie il documentario “Eolie, isole mitiche”16mm,colore, produzione Mtc. e due puntate per telescuola Rai su “Partiti e sindacati”
Nel 1974,realizza il film dal vero “Fatua, incongrua, scucita… Storia di una donna ricoverata in ospedale psichiatrico”, girato in videotape durante la permanenza di vari mesi all’interno di un padiglione femminile di S.Maria della Pietà a Roma, 80’ prodotto dalla Mtc. Mandato in onda più volte da Rai2 nel 1975-76.
Nel 1977, realizza con alcuni collaboratori, la prima serie Rai girata tutta dal vero “Storie di vita. Fatti, cronache e rappresentazioni di un paese e i suoi emigrati” 25 puntate di 20’ ciascuna, videotape, bn. Realizzate nel paese di Rocchetta S.Antonio (FG), a Frechen (Colonia) e Torino. Andate in onda due volte su Rai2, prodotto dalla Mtc. La vita quotidiana dei rocchetani rimasti nel paese e di quelli emigrati in Germania e a Torino e del loro intenso ricongiungersi durante le vacanze estive.
Nel 1980, firma il numero zero di una possibile serie “Senti un po’…” con l’esordio di un giovanissimo Sergio Castellitto.  Video, 50’ colore prodotto dalla Mtc.
Nel 1981, firma insieme a Paolo Castaldini, Loredana Rotondo, Carlo Vallauri la sceneggiatura, commissionata da Rai2, della ballata epica “Domenico Tiburzi, bandito in Maremma.
Nel 1982, realizza il documentario per Rai2 “ Le chiavi del Quirinale”. La vita nella più importante istituzione dello stato durante la presidenza Pertini.
Nel 1985, firma la regia per la Rai di 2 telefilm di 30’ ciascuno “Il brigantaggio nella Maremma tosco-laziale dell’800’ “ 16mm, colore con la consulenza dello storico Alfio Cavoli.
Nel 1987 realizza il lungometraggio a soggetto “Luisa, Lorenza e Carla….e le affettuose lontananze”  1h e 40’, 35mm, colore, prodotto dalla MTC in collaborazione con Rai3, scritto con Age, De Martiis, Pintus. Con Lina Sastri, Angela Finocchiaro, Fiorenza Marcheggiani, Giampiero Bianchi, Massimo De Rossi. Ciak d’oro e Premio Sacher ad Angela Finocchiaro come migliore attrice non protagonista. Premio di qualità del ministero del turismo e dello spettacolo. In concorso per l’Italia al festival internazionale di Locarno del 1989. Distribuito dalla Chance film che cambiò il titolo originale di “Affettuose lontananze” aggiungendovi il nome in sceneggiatura delle tre protagoniste.
Nel 1988, la regia per Rai 2 de “L’uomo dal corpo d’oro” documentario sulla vita a Roma di un giovane spogliarellista .
Nel 1991-92 la regia per Rai 3, della serie “Taxi stories” con protagonista Roberta Petrelluzzi, utente di taxi, sulle vicende più insolite e avventurose vissute da alcuni tassisti di Roma, Napoli e Milano durante il loro lavoro. In onda su Rai 3.
Nel 1993, la regia del film dal vero “ La valle del Torbido”,  90’ per Rai3. Protagonista Roberta Petrelluzzi come inviata,  per ricostruire le vicende relative ad un duplice omicidio della ndrangheta e raccontare una zona della Locride completamente dominata dalle cosche. In onda su Rai3
Nel 1994-95 la regia per Rai2 della serie “Talk radio” 8 puntate di 30’ ciascuna, su una radio notturna romana condotta da Michele Plastino, in onda da mezzanotte alla quattro del mattino. Realizzata seguendo i suoi giovani inviati nei più disparati meandri della città. Andata in onda su Rai2.
Nel 1997 firma la regia del film “La Medaglia” prodotto da AMA film di Minervini e Rai3, con Antonella Ponziani, Franco Nero, Tracy Taddei, Sonia Grassi, Paolo Triestino. Sceneggiatura di Sergio Rossi, Paolo Castaldini, Maria Rosa Valli.  I° premio Artemide d’oro al festival internazionale del Mediterraneo di Smirne; Gran prix della giuria al festival di Bruxelles; finalista al Globo d’oro assegnato dalla stampa estera in Italia. Proiettato al Festival di Venezia nella sezione “cinema e storia”. Messo in onda in prima serata dalla rete2 della televisione belga. Antonella Ponziani candidata al Nastro d’argento come migliore attrice protagonista.
Dal 2000 al 2005 gira vari documentari per Rai International fra cui quelli su Reggio Calabria, Palermo e La regione Calabria
Dal 2005 al 2008 sempre con Rai International in collaborazione con l’Asi (Agenzia spaziale italiana) ha girato un documentario a Matera, Torino e Milano sul contributo italiano all’attività spaziale internazionale
e in collaborazione con l’Esercito italiano un documentario in tre parti, su Marina, Esercito e Aviazione, girato all’Accademia navale di Livorno, alla base degli in cursori di Marina di Pisa e all’aeroporto militare di Grosseto.
Nel 2010-2013 il film dal vero “I segreti delle pecore” mandato in onda dalla televisione svizzera del Canton Ticino, sulla vita in un agglomerato di aziende agricole a conduzione familiare, chiamato S.Andrea, nel comune di Magliano in Toscana. 1h10’
Nel 2017-2025 il film dal vero “Tre storie di musica in Maremma”
in fase di edizione. 1h18’